# Liste der Botschafter der Vereinigten Staaten in Gabun
Der Botschafter der Vereinigten Staaten von Amerika in Gabun ist der Botschafter der Vereinigten Staaten von Amerika in Gabun. Von 1976 bis 2018 war der Botschafter in Gabun standardmäßig auch in São Tomé und Príncipe akkreditiert.

## Botschafter
| Amtszeit  | Name                        | Bemerkung |
| --------- | --------------------------- | --- |
| 1960–     | Alan Wood Lukens            | Chargé d’Affaires ad interim, zeitgleich akkreditiert in der Republik Kongo, der Zentralafrikanischen Republik und im Tschad, stationiert in Brazzaville |
| 1961      | Wilton Wendell Blancke      | Zeitgleich akkreditiert in der Republik Kongo, der Zentralafrikanischen Republik und im Tschad, stationiert in Brazzaville                               |
| 1961–1964 | Charles Francis Darlington  | |
| 1965–1969 | David Morgan Bane           | |
| 1969–1970 | Richard Edgar Funkhouser    | |
| 1971–1975 | John Alexander McKesson III | |
| 1975–1977 | Andrew Lee Steigman         | Ab 1976 auch akkreditiert in São Tomé und Príncipe |
| 1978–1981 | Arthur T. Tienken           | Auch akkreditiert in São Tomé und Príncipe |
| 1982–1984 | Francis Terry McNamara      | Auch akkreditiert in São Tomé und Príncipe |
| 1984–1987 | Larry C. Williamson         | Auch akkreditiert in São Tomé und Príncipe |
| 1987–1989 | Warren Clark Jr.            | Auch akkreditiert in São Tomé und Príncipe |
| 1989–1992 | Keith Leveret Wauchope      | Auch akkreditiert in São Tomé und Príncipe |
| 1992–1995 | Joseph Charles Wilson IV    | Auch akkreditiert in São Tomé und Príncipe |
| 1995–1998 | Elizabeth Raspolic          | Auch akkreditiert in São Tomé und Príncipe |
| 1998–2001 | James Vela Ledesma          | Auch akkreditiert in São Tomé und Príncipe |
| 2001–2002 | Thomas Frederick Daughton   | Chargé d’Affaires ad interim, auch akkreditiert in São Tomé und Príncipe                                                                                 |
| 2002–2004 | Kenneth Price Moorefield    | Auch akkreditiert in São Tomé und Príncipe |
| 2004–2007 | R. Barrie Walkley           | Auch akkreditiert in São Tomé und Príncipe |
| 2007–2010 | Eunice S. Reddick           | Auch akkreditiert in São Tomé und Príncipe |
| 2010–2013 | Eric D. Benjaminson         | Auch akkreditiert in São Tomé und Príncipe |
| 2014–2018 | Cynthia Helen Akuetteh      | Auch akkreditiert in São Tomé und Príncipe |
| 2018–2019 | Joel Danies                 | Auch akkreditiert in São Tomé und Príncipe |
| 2019–2020 | Robert E. Whitehead         | Chargé d’Affaires ad interim |
| 2020–2022 | Samuel Robert Watson III    | Chargé d’Affaires ad interim |
| 2022–     | Ellen B. Thorburn           | Chargé d’Affaires ad interim |